# Jo Ginestou
Jo Ginestou (Finestret, 13 d'agost del 1882 - 1950 o post.) va ser un escriptor rossellonès destacat, poeta en llengua francesa, funcionari colonial destinat durant molt de temps a Indoxina.

## Biografia
Era fill d'Eugène Ginestou, alcalde de Finestret del 1898 al 1906. 
El 1913 aparegué en una relació d'assistents al tercer sopar d'artistes "meridionals" a París de la revista Pays d'Oc i el 1914 ho fa als dinars quinzenals del Paris-Journal, que aplegaven col·laboradors de la revista i els seus amics. Eren una concurrència selecta, amb intel·lectuals del sud de la França el primer (Henry Muchart, Pierre Jalabert, Louis Codet, Pierre Camo, Henri Noell, Raymond Groc, Léonce Rolland, Raimon Sudre), i figures conegudes del medi parisí els segons, amb Guillaume Apollinaire, Georges Anquetil, Henri Guilbeaux, Fernand Hauser, Fernand Léger, Paul Lévy, Paul Lombard, Alexandre Mercereau, Gabriel Arbouin, Emmanuel Bourcier, Henriette Charasson, Natalie Gontcharowa, Raymond Groc, Robert Loewel, Michel Larionoff, Albert Savinio, Claude Serval i André Vervoort.
El 1927 era cap de departament al ministeri de colònies, i com a tal fou un dels delegats en unes negociacions amb els representants anglesos per qüestions relatives al condomini de les Noves Hèbrides. També aquell any va ser nomenat comissari del comitè organitzador del pavelló francès a l'Exposition coloniale internationale de Paris que es va fer del 6 de maig al 15 de novembre del 1931.

Va fundar i dirigir diverses revistes de vida curta i va ser un col·laborador regular del Coq Catalan i Les Belles Lettres. En la seva faceta de poeta, publicà reculls de poesies on de forma llibertina exposava el seu esperit fantasiós i el seu amor per les dones; hom l'ha vinculat a un grupet format per Carles de Lazerme, Carles Bauby i Albert Bausil i ell mateix. Als anys 20 llegia els seus poemes a la ràdio, on se'l definia com a "poeta fantasista". 
| «                            | Mais que veux-tu ? Quand je te vois caressante, Frémissante T'avancer vers le lit Avec des poses de Botticelli Je me ratatine Comme un paquet de gélatine ... | » |
| — Poema a Kiki et moi (1928) | |   |

Té un carrer dedicat a Sant Cebrià.

## Obres
(normalment signades "Jo Ginestou")
- Col·laboració a À la mémoire de Jean Amade, poète du Vallespir, mainteneur de nos traditions, numéro extraordinari de La Tramontane 318-319 (febrer-març 1950)
- Henry Noëll, Jo Ginestou Boul' Mich', le Quartier Latin à la belle époque Paris: Scorpion, 1961
- Dzim. Boum, divertissements pour faunes et bacchantes Paris: Éditeurs associés, 1924
- Joseph Ginestou La femme doit-elle voter? Montpellier : Imp. Grollier, 1910
- Fusées Paris: impr. Raphaël Maillol - les Belles Pages, 1935
- Gouvernement général de l'Indochine. Administration des douanes et régies de l'Indochine. Arrêtés et instructions concernant la régie du sel Hanoi: Impr. d'Extrême-Orient, 1942
- Préface de Jo Ginestou Les Guides Regionaux SNCF - Roussillon, Côte Vermeille, Pyrénées de l'Est, Andorre Paris: Imp. E. Baudelot, 1938
- Kiki et... moi Paris: Occitania, 1928
- Les possessions françaises de l'Inde Paris: Librairie de la “Revue française” - A. Redier, 1932
- Rimes d'un poilu, Pour amuser les civils Paris: éd. de la "Terre latine", 1916 «Enllaç».
  - Rimes d'un poilu, en attendant là ? Paris: éd. de la "Terre latine", 1918
- Rimes impertinentes Paris: Société Mutuelle d'Edition, 1930
- Casimir Carrère, Jo Ginestou Sa Majesté le Vin, comédie musicale en 1 acte (Perpignan, Compagnie des Tréteaux, juin 1950) Montpellier: impr. de Causse, Graille, Castelnau, 1951
- Henry Noell, collaboration de Jo Ginestou Sur l'autre butte, roman du Quartier latin, publicat en fulletó a l'Evénement 1912

### Revistes
- Catalan. Reflet du Roussillon. Bimensuel (director fundador) 1 (mars 1950) - 22 (15 de febrer del 1951) «Enllaç».
- En bas pour la Revue [revista de la 125a. divisió] Montpellier: impr. Firmin et Montane, 1916
- La Terre latine, revue litteraire et artistique, dirigida per Jo Ginestou, Henri Noell, Paul Sentenac Paris: La Terre latine, 1913-1914